# Alberto Ríos

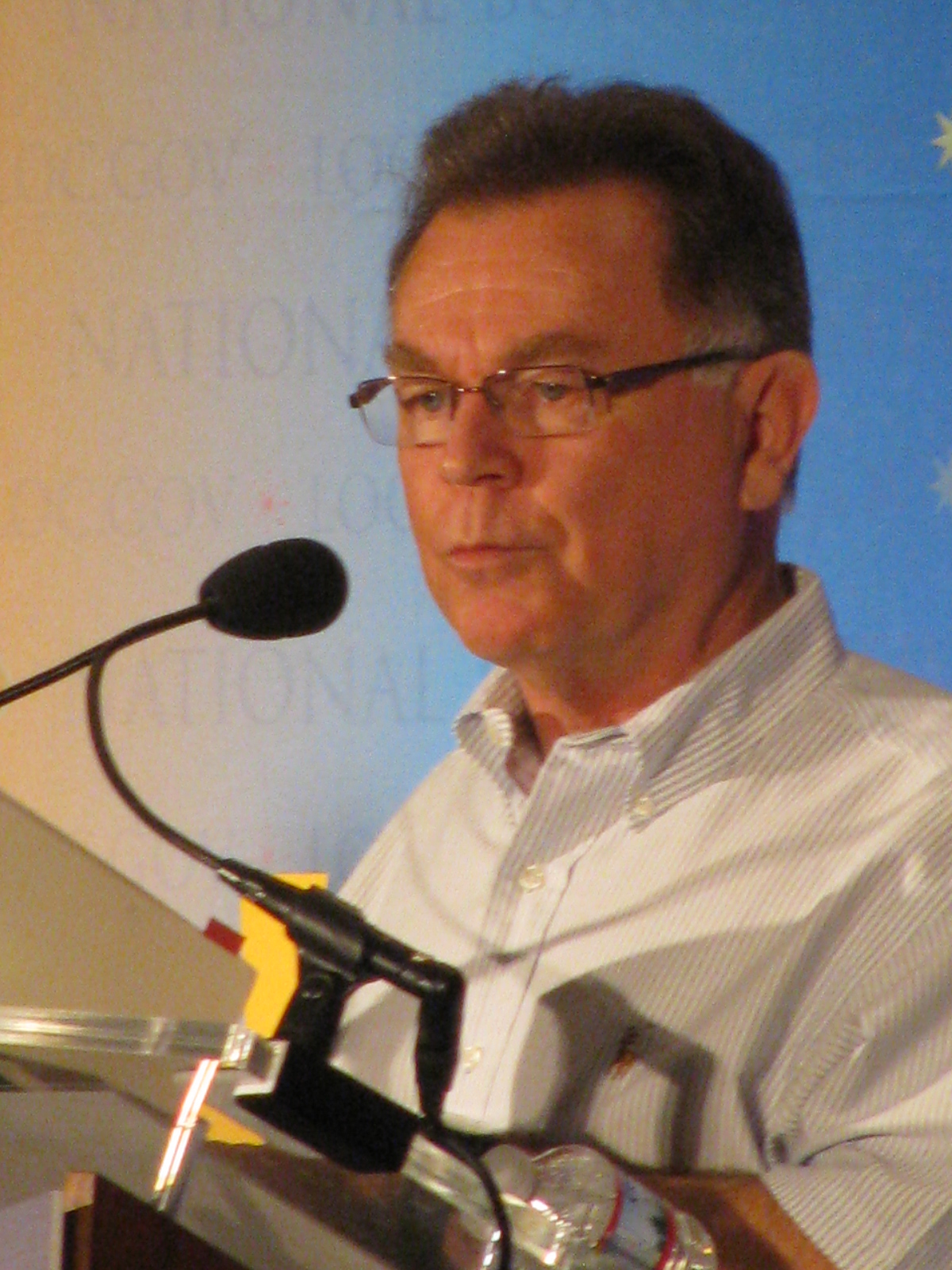
A.Ríos, 2014

Alberto Álvaro Ríos (Nogales, Arizona, 18 de septiembre de 1952) es un escritor y académico estadounidense.

## Biografía
Su madre, Agnes Fogg, era una enfermera inglesa y su padre, Albero Álvaro Ríos, un juez mexicano.
Se graduó en la Universidad de Arizona en 1974 con un máster en escritura creativa en 1978. Es profesor de inglés en la Universidad Estatal de Arizona.
Desde 1981, cuando recibió el premio Walt Whitman de la Academy of American Poets, Ríos ha sido un personaje principal en la escena literaria estadounidense y una de las voces principales del posmodernismo.

## Obra

### Poesía
- A Small Story about the Sky, 2015
- The Dangerous Shirt, 2009
- The Theater of Night, 2006
- The Smallest Muscle in the Human Body, 2002
- Teodora Luna’s Two Kisses, 1990
- The Lime Orchard Woman, 1988
- Five Indiscretions, 1985
- Whispering to Fool the Wind, 1982

### Cuento
- The Curtain of Trees : Stories, 1999
- 'Pig Cookies and Other Stories, 1995
- The Iguana Killer: Twelve Stories of the Heart, ed. Blue Moon and Confluence Press, 1984

### Ensayo
- Capirotada: A Nogales Memoir, ed. University of New Mexico Press, 1999

## Premios
2002 : Western Literature Association Distinguished Achievement Award,
1991 : Arizona Governor's Arts Award,
1988 : Beca Guggenheim
1981 : Walt Whitman Award,
1979 : National Endowment for the Arts